# 泰国团结自由党
泰国团结自由党是泰國的一個政黨，由Paiboon Puangthonglor於2013年創立。該黨主张遏制軍隊權力、減少腐敗、进行改革。该党建議將軍事基地遷出曼谷，並將土地出租給學校、醫院和公園或為類似的公共設施提供資金，並整合“不必要的”軍事編隊，但警察需要保留。